# Nagy Dénes (orvos)
Nagy Dénes (Budapest, 1920. február 3. – Rheinfelden, Németország, ?) Kossuth-díjas orvos, sebész, anatómus, a SOTE Sebészeti Anatómiai és Műtéttani Intézet egyetemi tanára 1964-ig, amikor külföldre távozott.
1952-ben megkapta a Kossuth-díj ezüst fokozatát, az indoklás szerint „a Röntgenanatómia című tankönyvéért”. E művet 1961-ben lengyelül és oroszul, 1965-ben németül és Oxfordban angolul adták ki. 1960-ban Sebészeti anatómia címmel írt könyvet, melyet 1962-ben német és orosz nyelvre fordítottak le. 1964-ben Szájsebészeti anatómiai és műtéttani jegyzet című műve jelent meg.
Az 1990-es években Budapesten élt.

## Művei
- Röntgenanatómia. Akadémiai Kiadó, Budapest, 1959.
- Sebészeti anatómia. Akadémiai Kiadó, Budapest, 1960.
- Rentgenovskaâ anatomiâ. Röntgenanatómia. Akadémiai Kiadó, Budapest, 1961.
- Anatomia rentgenowska. Röntgenanatómia. Akadémiai Kiadó - Państwowy Zakład Wydawnictw Lekarskich, Budapest, 1961.
- Hirurgičeskaâ anatomiâ. Grudnaâ kletka. Sebészeti anatómia (orosz). Akadémiai Kiadó, Budapest, 1962.
- Chirurgische Anatomie. Thorax. Sebészeti anatómia (német). Akadémiai Kiadó, Budapest, 1962.
- Röntgenanatomie. Röntgenanatómia. Akadémiai Kiadó, Budapest, 1965.